# Wagneronota
Wagneronota là một chi bọ cánh cứng trong họ Meloidae.
Chi này được miêu tả khoa học năm 1935 bởi Denier.

## Các loài
Chi này gồm các loài:
- Wagneronota aratae (Berg, 1883)